# Billet de 50 francs bleu et rose
Pour les articles homonymes, voir 50 francs.
Recto
Verso
Chronologie
50 francs bleu 1884 50 francs Luc Olivier Merson
Le 50 francs bleu et rose est un billet de banque français créé le 1er mai 1889, mis en circulation à partir du 21 octobre 1889 par la Banque de France à la place du 50 francs bleu 1884. Il a été remplacé par le 50 francs Luc Olivier Merson.

## Historique
À partir du modèle du 50 francs bleu émis en 1884, les autorités bancaires travaillent sur une impression bicolore, préfiguration des billets polychromes : au bleu s'ajoute une trame et des motifs de couleur rose.
Ce billet fut retiré de la circulation à compter du 26 janvier 1942 et privé définitivement de son cours légal le 4 juin 1945.

## Description
On utilisa le modèle inventé par Daniel-Dupuis et Georges Duval auquel on a ajouté un fond rose de sureté composé au recto d'arabesques rehaussées de 5 médaillons ronds centrés représentant Minerve entourée des quatre saisons, ainsi que d'un caducée dans chaque angle ; au verso la trame rose se compose d'une mosaïque et à chaque angle se trouve le monogramme de la Banque de France.
La gravure est toujours de Jules Robert. 
Ses dimensions sont de 178 × 123 mm.

## Remarques
En 1892, des faussaires espagnols sont arrêtés à Barcelone : dans leur atelier, on trouve des faux 50 francs type 1882 et type 1889, ces derniers étant jugés grossiers par le Gouverneur, le rose virant au rouge.